# Terre de Labour

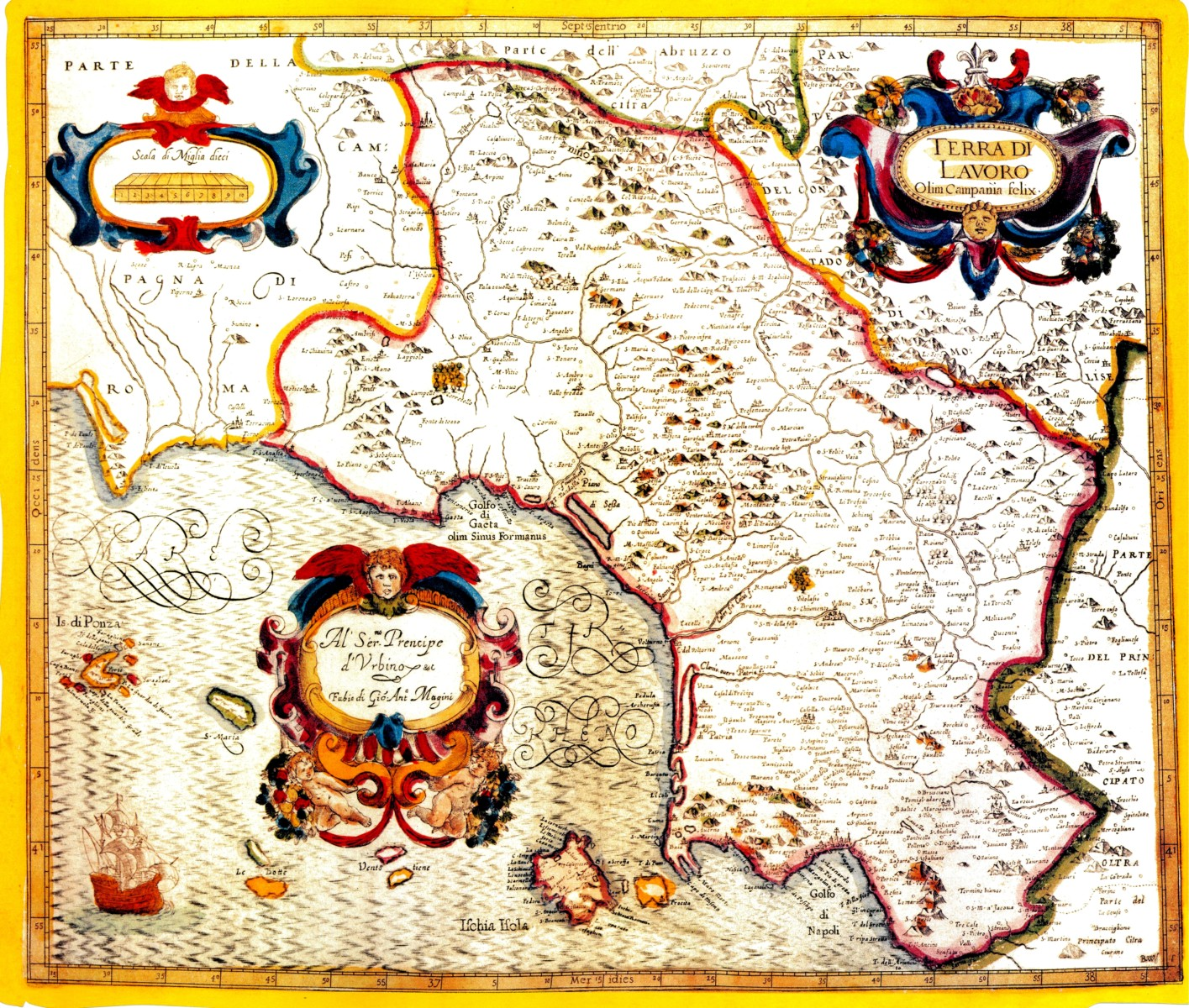
Carte du XVIIIe siècle

La province au sein du royaume des Deux-Siciles (1806-1860)

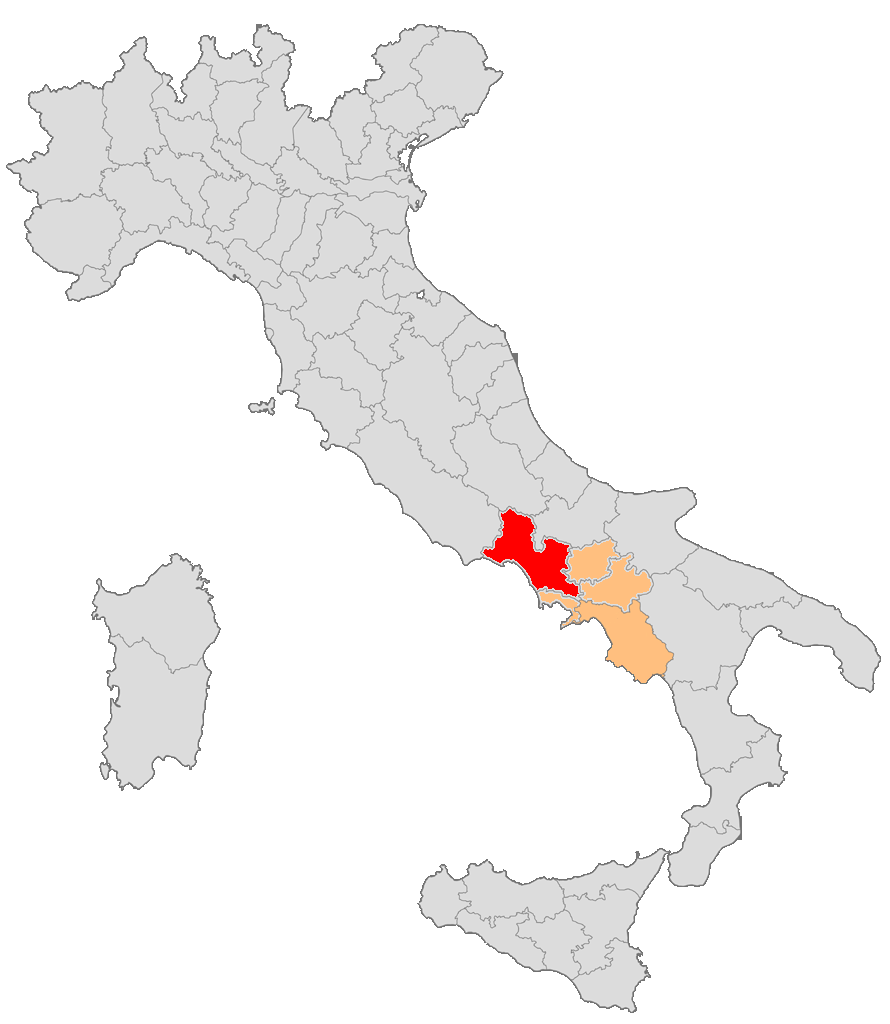
Localisation de la province de la Terre de Labour (en rouge) de 1860 à 1927

La  Terre de Labour , en italien Terra di Lavoro, est une région historique du Sud de l'Italie antique, aujourd'hui située dans la région de Campanie, dont le centre était Aversa, ville située à 20 km au nord de Naples, et la ville principale Capoue.
Au cours de l'histoire, le nom de « Terre de Labour » a été appliqué à des territoires plus vastes que dans l'Antiquité, incluant notamment Naples.

## Onomastique
Son nom vient du latin Liburia, c'est-à-dire le pays des Leborini. 
Mais il est réinterprété dans les langues romanes comme signifiant « travail », « labeur » : en italien lavoro, en français ancien labour, mot qui a pris un sens très réduit en français moderne (« travail de la terre avec une charrue »).

## Histoire

### Antiquité
Lorsque Auguste organise le territoire italien en région, le territoire des Leburini se trouve dans la Regio I (« Latium et Campanie »).
Une partie de la Terre de Labour était appelée Campania felix (« Campanie heureuse »), en raison de l'opulence et de la productivité de cette région, dont la ville principale était Capoue (terme à l'origine du nom de la Campanie (Capuania). 

### Haut Moyen Âge
À l'époque du royaume des Lombards, la région fait partie de la principauté de Capoue. 
Sous la domination normande, Roger II de Sicile divise ses territoires en trois provinces : Apulie, Calabre et Terre de Labour (Liburia ou Liboriae[réf. nécessaire]). 
Sous Guillaume le Mauvais, la province[pas clair] comprenait la province de Caserte ; au sud Naples, Nola et une partie de la province de Bénévent ; au nord la vallée du Garigliano et la moyenne-vallée du Liri ; à l'est Monteroduni, Venafro et une partie du Samnium. 

### L'époque du royaume de Sicile
La Terre de Labour constitue une province du royaume de Sicile.
Elle devient un département du royaume des Deux-Siciles (dipartimento di Terra di Lavoro) dont le chef-lieu est Capoue jusqu'en 1818, puis Caserte. 
Ce département inclut la totalité de la province de Caserte, la partie méridionale de la province de Latina, une partie de celle de Frosinone, de Naples, de Bénévent, d'Avellino et d'Isernia.[pas clair]

### L'époque de l'Italie napoléonienne et post-napoléonienne (1806-1861)
Voir la page : Province de Terre de Labour.
Napoléon conquiert le royaume de Naples et le confie à son frère Joseph, puis à Murat.
Après la chute de Napoléon et le congrès de Vienne, le royaume de Naples est de nouveau réuni avec le royaume de Sicile qui forment le royaume des Deux-Siciles.

### L'époque de l'Italie unifiée (à partir de 1861)
En 1861, l'Italie est unifiée sous l'autorité de Victor-Emmanuel, roi de Sardaigne et possesseur du Piémont, à l'exception des États pontificaux, qui ne sont intégrés qu'en 1870.

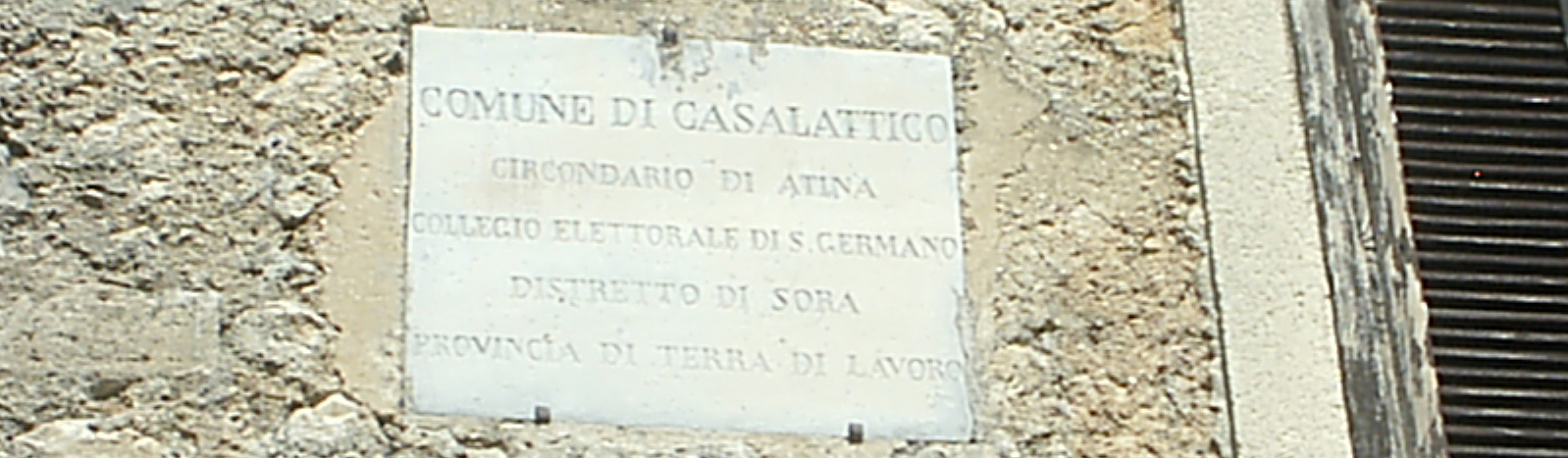
Une vieille plaque à Casalattico.

Cette province[pas clair] est  divisée en 1927 par Mussolini.

## Littérature
Dans son diptyque La San Felice et Emma Lyonna, Alexandre Dumas (fils) parle de l'histoire de la Terre de Labour de 1798 à 1800 : l'occupation française, puis la restauration de Ferdinand Ier (roi des Deux-Siciles). 
1. ↑  Ainsi que de la Savoie et du comté de Nice, qu'ils cèdent à la France.